# Control Denied
Control Denied – amerykańska grupa muzyczna wykonująca skomplikowaną technicznie odmianę progresywnego power metalu. Grupa powstała w Tampa 1995 roku z inicjatywy Chucka Schuldinera, współzałożyciela grupy muzycznej Death, funkcjonowała do 2001 roku kiedy to niedługo po zarejestrowaniu ścieżek gitar na drugi studyjny album Control Denied pt. When Man and Machine Collide, Schuldiner zmarł na nowotwór mózgu. Album nigdy nie został dokończony.

## Muzycy
Ostatni skład zespołu
- Tim Aymar – śpiew (1997–2001)
- Steve DiGiorgio – gitara basowa (1999–2001)
- Shannon Hamm – gitara elektryczna (1996–2001)
- Chuck Schuldiner (zmarły) – gitara elektryczna (1996–2001)
- Richard Christy – perkusja (1997–2001)

Byli członkowie zespołu
- Scott Clendenin (zmarły) – gitara basowa (1996–1999)
- Chris Williams (zmarły) – perkusja (1996–1997)

## Dyskografia
- A Moment of Clarity (demo, 1997)
- The Fragile Art of Existence (album studyjny, 1999)